# Kalemie
Kalemie (1969-79 Albertville) – miasto we wschodniej Demokratycznej Republice Konga, stolica prowincji Tanganika, nad jeziorem Tanganika, w miejscu wypływu rzeki Lukuga. Około 93 tys. mieszkańców.